# Kobylka křovištní

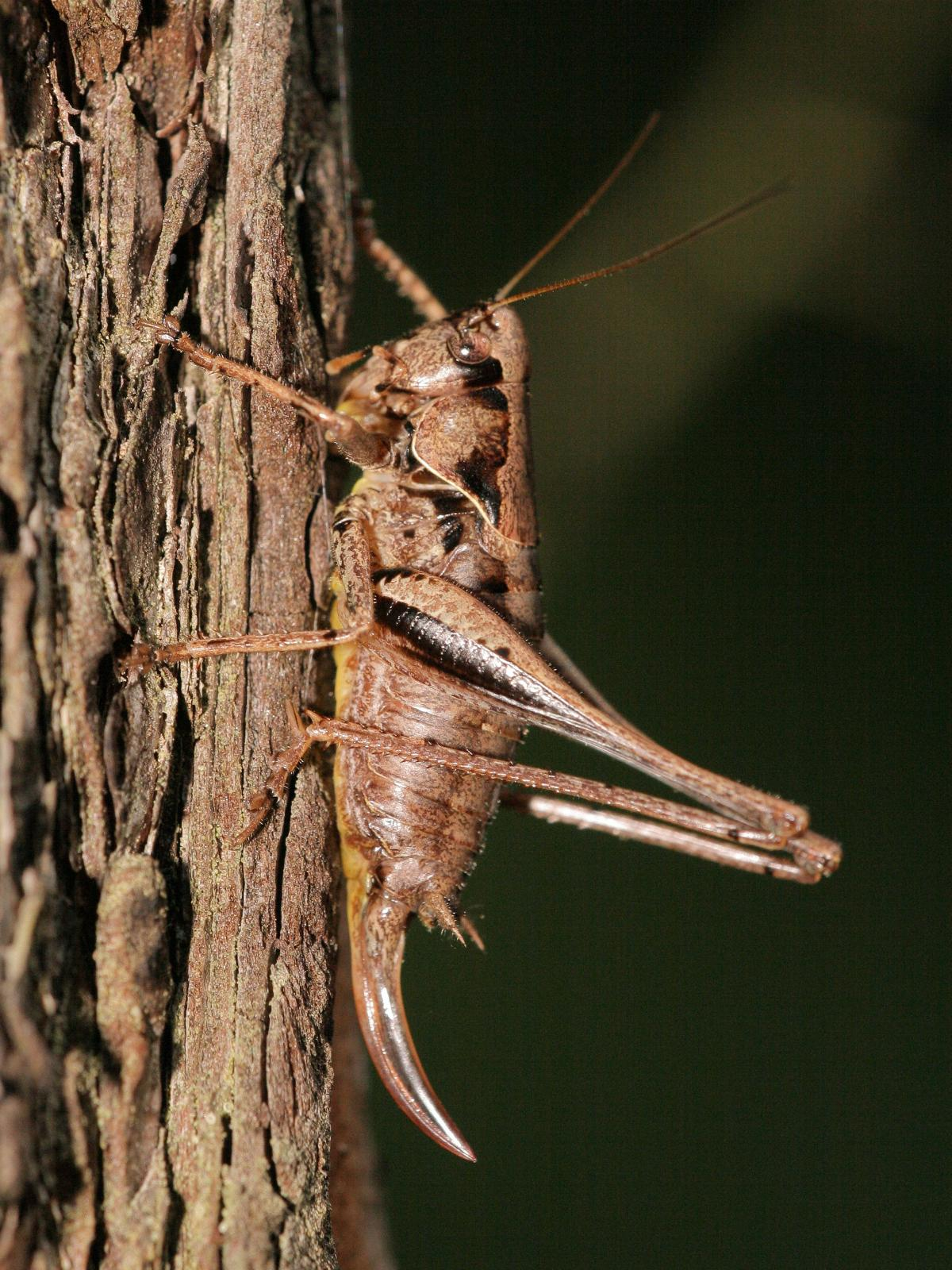
Samice kobylky křovištní

Kobylka křovištní (Pholidoptera griseoaptera) je druh rovnokřídlého hmyzu z čeledi kobylkovití (Tettigoniidae). Je rozšířena v celé Evropě a v České republice patří k běžným druhům kobylek.

## Vzhled
Kobylka křovištní dorůstá délky 13–20 mm (samec) a 15–20 mm (samice). Samice mají dlouhé, srpovitě zahnuté kladélko o délce 8–10 mm. Tělo je zbarveno šedohnědě až tmavohnědě, často s příměsí červenohnědých nebo žlutohnědých odstínů. Spodní strana těla je výrazně žlutá. Samci mají vyvinuté přední křídlo, které slouží k tvorbě zvuku, zatímco u samic jsou křídla redukována a nepřesahují okraj štítu.

## Výskyt

### Ve světě
Kobylka křovištní je rozšířena po celé Evropě, od Irska a Španělska po východní Evropu, Kavkaz a Krym. Preferuje nížiny a střední polohy do nadmořské výšky 1000 m, v horských oblastech se vyskytuje až do výšky 2100 m.

### V České republice
V České republice je kobylka křovištní běžná v nížinách i středních polohách. Nejčastěji ji lze nalézt na okrajích lesů, loukách, pastvinách, podél vodních toků, v parcích a zahradách. Vyhýbá se suchým stanovištím, jako jsou písčité duny.

## Biotop
Kobylka křovištní vyžaduje prostředí s hustou vegetací, například křoviny, okraje lesů, vysoké louky nebo paseky. Často se vyskytuje v oblastech s vyšší vlhkostí, ale je schopna přežít i na sušších stanovištích, pokud je zde dostatek krytu.

## Chování
Kobylka křovištní je převážně masožravá, živí se drobným hmyzem, například mšicemi nebo housenkami, ale pojídá i listy pampelišky, svízelů a kopřiv. Aktivní je již při teplotách nad 7 °C. Přes den se zdržuje v husté vegetaci, kde se ukrývá před predátory.

### Zpěv
Samci vydávají charakteristický zpěv, který lze slyšet od odpoledne do noci. Zpěv je tvořen třemi rychlými slabikami, připomínajícími „zizizi“, a je slyšitelný do vzdálenosti až 10 m. Při vyšších teplotách se zpěv mění na ostřejší „zrit“.

## Vývoj
Samice kladou přibližně 200 vajíček do vlhké půdy, tlejícího dřeva nebo listové vrstvy. Larvy se líhnou po druhé zimě a během dvou let projdou sedmi vývojovými stadii. Dospělci se objevují od června a přežívají až do listopadu.

## Ohrožení
Kobylka křovištní není ohroženým druhem díky své přizpůsobivosti a širokému rozšíření. Na vhodných stanovištích patří k hojným druhům.